# شكيب جهشان
شكيب نجيب جهشان هو شاعر فلسطيني، ولد في قرية المغار قضاء طبريا في الحادي والعشرين من (21/تموز -يوليو/1936) توفى عام 2003. وهو الابن الثاني لوالدين أنجبا ثلاثة أبناء وثلاث بنات. تلقى علومه الأوليّة في مدرسة قريته الابتدائية، ثم انتقل إلى الناصرة حيث التحق بمدرستها الثانوية البلدية. في عام 1955 تخرّج من تلك المدرسة وعمل معلِّمًا في وزارة المعارف، في دير الأسد أولاً، ثم في مدرسة الرامة الثانوية، معلِّماً للغة العـربية بدءًا من سنة 1957. ويعتبر من شعراء الجيل الأوّل في الداخل الفلسطيني المحتل عام 1948
أثناء عمله في التعليم التحق بعدة دورات استكمالية في الجامعة العبرية في القدس. في سنة ألف وتسعمائة وأربع وستين تزوج وعاش في الرامة. له أربعة أبناء اثنان منهما طبيبان والثالث يعمل في العلاج الطبيعي، أما الرابع فهو محام. خرج إلى التقاعد المبكر من عمله في مدرسة الرامة عام 1988. أقام في الناصرة منذ 1987. عمل معلماً للغة العربية في مدرسة المطران - إكليريكية وثانوية القديس يوسف - ثلاثة وعشرين عاماً.
شارك مع مجموعة من الكتاب الفلسطينيين، أواخر الثمانينيات في تأسيس الاتحاد العام للكتاب الفلسطينيين في إسرائيل وانتخب نائباً لرئيسه لدورتين متتاليتين. شارك مع مجموعة من أصدقاء ورفاق درب القائد الراحل توفيق زيّاد عام 1996 في تأسيس مؤسسة توفيق زيّاد للثقافة الوطنية والإبداع في الناصرة، وبقي عضواً في هيئتها الإدارية حتى رحيله. في الرابع عشر من شباط سنة ألفين وثلاث قطع الموت مشوار البذل والعطاء ورحل شكيب جهشان عن عمر ستة وستين عاماً.
بتاريخ (08.02.2024) وبأمسية تكريميّة، احتفى نادي حيفا الثّقافيّ بطيّب الذّكر، الشّاعر الرّاحل شكيب جهشان، وذلك بمناسبة صدور مجموعته الشّعريّة "صوت الوشوشة"، الّتي ضمّت مجموعة من القصائد الّتي كتبها في حياته، وظلّت مخبّأة في درج الذّكريات لعشرين عامًا، ثمّ قرّرت عائلته جمعها وإصدارها لتكوّن شاهدة على إبداعه الشّعريّ.

## مؤلفاته
أصدر المجموعات الشعرية التالية:
- أحبكم لو تعرفون كم - قصائد - 1988
- ثم ماذا - قصائد - 1989
- أذكر - مطولة شعرية - 1992 - مسرحها مسرح «الميدان» سنة 2000
- رباعيات لم يكتبها عمر الخيام - رباعيات - 1993
- لوحتان - لوحتان شعريتان - 1994
- عامان من وجع وتولد فاطمة - قصائد - 1996
- نمر الياسين الساعديّ يحكي لكم - حكاية شعرية - 1996
- جادك الغيث - شعر - 1998
- طيارة حرامية - شعر للأطفال - 1998
- على شوق لأيام غوالٍ - نص نثري - 2001
- يطلّون أوسمة من شذاً - شعر - 2002